# Люк Томпсон
Люк Томпсон (англ. Luke Thompson; нар. 4 липня 1988, Саутгемптон, Велика Британія) — англійський актор, найзнаніший роллю Бенедикта, другої дитини Бріджертонів, у серіалі Netflix «Бріджертони». Як театральний актор — лавреат низки нагород, зокрема WhatsOnStage та номінації на премію Лоуренса Олів'є. Він також знімався в драмі BBC One «В клубі» (2014—2016).

## Молодість й освіта
Народився в Саутгемптоні і виховувався у Франції з двох років. Його батько був інженером, а мати вчителькою. Він один із трьох дітей. З 1997 до 2005 рік навчався у Міжнародному ліцеї Франсуа-Ієра у Фонтенбло, французькій школу з англомовною секцією.
2006 року повернувся до Англії і провів рік у драматичній компанії Year Out у Стратфорді-апон-Ейвоні. Вивчав англійську мову та драматургію в Бристольському університеті та навчався в Королівській академії драматичного мистецтва в Лондоні, яку закінчив 2013 року.

## Кар'єра
Першою професійною театральною роботою стала роль Лісандра в постановці «Сон літньої ночі» в театрі «Глобус», Томпсон отримав номінації на театральну нагороду «Evening Standard Theatre Award» і Премію Єна Чарлсона. З'являвся у постановках «Синіх панчіх» як Вілл Беннетт, «Юлій Цезар» у ролі Марка Антонія та «Розбите серце» у ролі Іфокла. Серед інших ролей: Джеймс в «Країні тигрів» у Гампстедському театрі, Орест в «Орестеї» в «Алмейді» та Лаерта в постановці «Гамлета» 2017 року. Томпсон отримав роль Едгара у виставі «Король Лір» з Ієном Маккелленом у 2018 році після того, як виконавець ролі Джонатана Бейлі приєднався до мюзиклу «Компанія» на Вест-Енді.
З 2014 до 2016 рік грав Саймона в драмі BBC One «У клубі». Був оповідачем в новій адаптації повісті Фредеріка Форсайта «Поводир» для BBC Radio 3, трансляцію якої відбулося напередодні Різдва 2016 року. Томпсон дебютував у повнометражному кіно невеликою роллю ворентофіцера у фільмі Крістофера Нолана про Другу світову війну 2017 року «Дюнкерк». Виконав роль Пітера Гейна у фільмі «Міс Погана поведінка» про Міс Світу 1970. 2019 року пройшов кастинг на роль Бенедикта у драмі Netflix «Бріджертони», створеній Shondaland у 2020 році, екранізації романів Джулії Квінн.
Томпсон зіграв Віллема в англомовній сценічній адаптації «Маленького життя», перші вистави проходили в Ричмондському театрі з березня 2023 року, а потім ставилися в театрі Гарольда Пінтера, згодом у театр Савой. За свою гру він отримав нагороду WhatsOnStage і був номінований на премію Лоуренса Олів'є. Томпсон також з'явився в мінісеріалі про Другу світову війну «За океан» на Netflix як Гірам Бінгем IV.
У січні 2024 року було оголошено, що Томпсон зіграє головну роль Бероуна у постановці Королівської Шекспірівської компанії «Марні зусилля кохання». Вистава проходила з 11 квітня до 18 травня 2024 року, режисером виступила Емілі Бернс.

## Особисте життя
Томпсон не веде сторінки у соціальних мережах і зберігає в таємниці подробиці свого особистого життя, заявляючи, що «чим більше ви віддаєте себе назовні, тим більше ви змінюєте те, як вас сприймають. Це особиста річ… це з мого боку досвід того, як це бути актором».

## Фільмографія
| Рік       |    | Українська назва       | Оригінальна назва            | Роль                  |
| --------- | -- | ---------------------- | ---------------------------- | --------------------- |
| 2014      | с  | Підозри містера Вічера | The Suspicions of Mr Whicher | Джошуа Геллоуз        |
| 2014—2016 | с  | У клубі                | In the Club                  | Саймон                |
| 2017      | ф  | Дюнкерк                | Dunkirk                      | ворентофіцер          |
| 2018      | тф | Гамлет                 | Hamlet                       | Лаерт                 |
| 2018      | с  | Поцілуй мене спочатку  | Kiss Me First                | Коннор                |
| 2019      | ф  | Тихий шум              | Making Noise Quietly         | Олівер                |
| 2020—2024 | с  | Бріджертони            | Bridgerton                   | Бенедикт Бріджертон   |
| 2020      | ф  | Міс Погана поведінка   | Misbehaviour                 | Пітер Гайн            |
| 2023      | с  | За океан               | Transatlantic                | Гайрам «Гаррі» Бінгем |

### Театр
| Рік  | Назва                 | Роль         | Режисер           | Театр                             | Ref.          |
| ---- | --------------------- | ------------ | ----------------- | --------------------------------- | ------------- |
| 2013 | Сон літньої ночі      | Lysander     | Домінк Дромгул    | Глобус                            | [ 23 ]        |
| 2013 | Сині панчохи          | Вілл Беннетт | Джон Дав          | Глобус                            | [ 23 ]        |
| 2014 | Юлій Цезар            | Марк Антоній | Домінк Дромгул    | Глобус                            | [ 23 ]        |
| 2014 | Країна тигрів         | Джеймс       | Ніна Рейн         | Гамстедський театр                | [ 24 ]        |
| 2015 | Розбите серце         | Ітокл        | Каролан Стейнбейс | Sam Wanamaker Playhouse           | [ 25 ]        |
| 2015 | Орестея               | Орест        | Роберт Ік         | Алмейда                           | [ 23 ]        |
| 2017 | Гамлет                | Лаерт        | Роберт Ік         | Алмейда                           | [ 23 ]        |
| 2017 | Гамлет                | Лаерт        | Роберт Ік         | Театр Гарольда Пінтера            | [ 26 ]        |
| 2019 | Король Лір            | Едгар        | Джонатан Манбай   | Театр герцога Йоркського          | [ 23 ]        |
| 2023 | Маленьке життя        | Віллем       | Іво ван Гове      | Театр Гарольда Пінтера            | [ 27 ]        |
| 2023 | Маленьке життя        | Віллем       | Іво ван Гове      | Ричмондський театр                | [ 23 ]        |
| 2023 | Маленьке життя        | Віллем       | Іво ван Гове      | Савой                             | [ 28 ]        |
| 2024 | Марні зусилля кохання | Бірон        | Емілі Бернс       | Королівський Шекспірівський театр | [ 29 ] [ 30 ] |

### Аудіо
| рік  | Назва                                                 | Роль         | Примітки         |
| ---- | ----------------------------------------------------- | ------------ | ---------------- |
| 2016 | Поводир                                               | Оповідач     | BBC Radio 3      |
| 2018 | Друга книга жахливих історій Pan: Вертикальна драбина | Різ          | BBC Radio 4      |
| 2018 | Друга книга жахів: Будинок судді                      | Малькольмсон | BBC Radio 4      |
| 2021 | Брати Карамазови                                      | Оповідач     | Penguin Classics |

## Визнання
| рік  | Нагорода                        | Категорія                                             | Робота           | Результат | Посилання |
| ---- | ------------------------------- | ----------------------------------------------------- | ---------------- | --------- | --------- |
| 2013 | Evening Standard Theatre Awards | Видатний новачок                                      | Сон літньої ночі | Номінація | [ 6 ]     |
| 2014 | Премія Яна Чарльзона            | Премія Яна Чарльзона                                  | Сон літньої ночі | Номінація | [ 32 ]    |
| 2021 | Премія Гільдії кіноакторів      | Видатна гра акторського складу в драматичному серіалі | Бріджертони      | Номінація | [ 33 ]    |
| 2024 | WhatsOnStage                    | Найкращий виконавець другого плану у виставі          | Маленьке життя   | Перемога  | [ 34 ]    |
| 2024 | Премія Лоуренса Олів'є          | Найкращий актор другого плану                         | Маленьке життя   | Номінація | [ 35 ]    |